# 달저드
달저드(Meriones dahli)는 쥐과 메리오네스속에 속하는 설치류의 일종이다. 아르메니아와 터키 아르 주 인근 지역에서만 발견된다.